# روبي باك
روبي باك (بالإنجليزية: Robbie Buck)‏ هو مقدم برامج إذاعية أسترالي، ولد في 1973 في ليزمور في أستراليا.